# 僧格林沁祠
僧格林沁祠，位于北京市东城区地安门东大街47号，是为清朝大臣僧格林沁所立祠堂。

## 历史
僧格林沁，博尔济吉特氏，内蒙古科尔沁左翼后旗人，科尔沁扎萨克郡王索特纳木多布济的嗣子。清朝同治四年（1865年），在山东追击捻军时，被赖文光、张宗禹率领的捻军在山东曹州（今山东省菏泽市）高楼寨周边的吴家店围歼并斩首，所部骑兵全军覆没。
僧格林沁灵柩运回北京后，同治帝与两宫皇太后亲临祭奠。僧格林沁谥曰“忠”，配飨太庙，绘像紫光阁，其子伯彦讷谟祜承袭亲王爵，并且赏“博多勒噶台”王号。光绪年间，清廷在在今北京地安门东大街北侧为僧格林沁立专祠“显忠祠”（即僧格林沁祠），春秋派官员致祭。
除了这处祠堂外，清廷还在僧格林沁征战之地建有祠堂，例如在山东济宁铁塔寺内便设有僧格林沁祠堂，因为铁塔寺是僧格林沁剿办捻军的前线指挥部和大本营，僧格林沁死后也曾停尸在铁塔寺东路第三进院。据说祠内供奉着随他征战并殉国的将领牌位，如内阁学士全顺等人。现铁塔寺内的僧格林沁祠早已无存。
中华民国时期，北京的僧格林沁祠改为怀幼小学，后来改名为进步小学，又改名为宽街小学。2000年9月1日，北京市东城区黑芝麻胡同小学、前圆恩寺小学、宽街小学（部分）三校合并后统称“北京市东城区黑芝麻胡同小学”。后来僧格林沁祠不再用作学校，而是由北京市东城区教育局房管所使用。

## 建筑
僧格林沁祠坐北朝南，现状为前殿、享殿、享殿的东西配殿构成的两进四合院。其他建筑已无存。
- 仪门：位于地安门东大街北侧。面阔三间。仪门已拆除[1]。
- 前殿：面阔三间（12.6米），进深10.2米，绿琉璃瓦大式硬山顶，带吻兽和垂兽，前后出廊，旋子彩画。现在前殿前后廊均推出[1]。
  - 东、西配房：前殿东西配房各五间，为灰筒瓦箍头脊顶，已拆除[1]。
- 碑亭：位于二门前，六角攒尖顶。亭内石碑正面朝南，龟趺螭首。碑身宽1.9米，高4.5米，厚0.5米。龟趺高l.1米。碑身和龟趺之间有长方形的碑座，碑座宽1.3米，高0.5米，厚0.56米。碑阳为满文，碑阴无文字，碑侧雕龙。碑亭已拆除。石碑已于1984年运到北京石刻艺术博物馆[1]。
- 二门：砖门楼，面阔4.8米，进深2.9米，绿琉璃瓦歇山顶，带吻兽和垂兽。二门已拆除[1]。
- 享殿：面阔三间，绿琉璃瓦大式歇山顶，带吻兽和垂兽，旋子彩画，檐下五踩重昂斗栱。前有三出陛月台。现在享殿左右两侧已新建了仿古隔断墙，月台因院内地面不断加高而已经垫平[1]。
  - 东、西配殿：享殿东西配殿各三间，都是绿琉璃瓦硬山顶[1]。
  - 燎炉：东配殿南侧有一座正方形的砖砌燎炉，每边长2.83米，硬山灰筒瓦调大脊，有吻兽及垂兽，下带方座。燎炉已拆除[1]。
- 围墙：该祠四周原有砖墙，砖墙涂有红垩[1]。